# メリーチョコレートカムパニー
株式会社メリーチョコレートカムパニーは、東京都大田区大森西に本社を置く、日本の洋菓子メーカー。主力商品はチョコレート。
菓子メーカーとしては早期から情報技術への投資を進めた。現在は、ロッテグループの一員となっている（下記 沿革欄等 参照）。

## 概要
販売チャネルは、百貨店と総合スーパー（GMS）を中心としており、2004年時点の売上高の比率は、百貨店が58%、GMSが28%、残り14%はテーマパークや空港売店、ブライダル直販などとなっている。創業以来問屋を通さない直販システムを採用しており、百貨店・専門店に250店舗、量販店には1,250店舗を展開する。東京本社の他に、札幌、仙台、名古屋、大阪、福岡の5支店を設け、全国を15ブロックに分けて統括している。
商品は、主力のチョコレート以外に、キャンディ、ゼリー、クッキー、マロングラッセなどがあり、本社に隣接した大森工場および情報流通センターのある船橋工場で製造している。2008年の経常利益率は10.0%と高収益を上げており、日本国内のチョコレート業界で第3位のシェアを持つロッテホールディングスの傘下にある。

## 歴史
モロゾフの菓子職人だった原堅太郎が1949年に東京都目黒区の小さい作業場でチョコレート製造を始めたが、売上不振で翌1950年に操業を停止している。
1952年に再スタートし、現在の青山、表参道エリアにあたる渋谷区青葉町（現・渋谷区神宮前）に資本金50万円で株式会社メリーチョコレートカムパニーを設立した。
1956年には同区鶯谷町に本社と工場を移転している。1958年2月12日から2月14日にかけては、アルバイトをしていた堅太郎の次男・原邦生が伊勢丹新宿店で同社初のバレンタインデーフェアを行なった。これは日本初のバレンタインデーイベントと言われている。
創業7年目の1958年の販売先は64店舗しかなかったが、やがて三越や阪急百貨店などとも取引を始め、1969年にはロサンゼルスに初の海外店舗を出店した。また、同年10月に大田区大森西の現在地に本社工場を新築・移転している。1971年には三菱電機のMELCOMを導入して在庫管理に活用し、翌年からは納入伝票の発行を自動化するなど早くから情報技術に投資を行なった。1975年には後のPOSの原型となる販売日報制度を導入し、各店舗から商品動向や顧客の要望を毎日吸い上げる仕組みを整えた。
1972年にはマロングラッセ、1978年にはデザートゼリーの製造販売を開始。1985年に堅太郎の長男で専務の原晃が、翌1986年には社長の堅太郎がそれぞれ亡くなると、営業担当の取締役だった邦生が社長に就任した。同年には2ヶ所目の製造拠点となる船橋工場を建設している。
一方で、1982年に本社のメインコンピュータと各売場の端末を接続するなど、発注や売上・店舗報告をオンライン化するなど同年までの14年間で77億円に上る情報関連の投資を進め、1994年には船橋で工場増築と情報流通センター建設に33億円を投じている。これによって在庫・商品管理の効率は大きく向上し、船橋の情報流通センターでは在庫管理から出荷までをバーコード入力により自動化し、それまで75人で行なっていた作業を7人で進められるようになったほか、200億円分の製品を出荷して不明金は20万円にとどまり、不正防止にも効果を発揮している。また、2001年のバレンタイン商戦では55億円の売上に対して返品率が0.19%にとどまっている。
2000年にはパリでのサロン・ド・ショコラに日本企業として初めて参加し、2010年までに同展で3回の受賞を果たしている。2007年には新社屋を完成するなど事業の拡大を続けたが、2008年にリーマン・ショック後の急激な円高局面でデリバティブ運用による数十億円の損失が生じ、同年12月にロッテホールディングスに全株式を売却し、ロッテグループの傘下に入った。

## 情報技術
メリーチョコレートでは、メリーズ・ポイント・オブ・セールスシステム（MAPS）というPOSを独自に開発し、経営に活用している。当初は売場の各商品について、男性客が購入した場合は黒、女性客の場合は赤で正の字を書いて1時間毎の販売記録を管理し、販売日報として電話やFAXで本社に報告していた。この正確性やコストを改善するため1982年には発注手続きなどとともにオンライン化し、120品目の発注が20秒で完了するほどになった。また顧客の性別・年齢の他に、失礼のない範囲で聞いた自宅用かギフト用かという情報も端末に入力している。
このMAPSは、2004年の時点で総売上高の65%にあたる約200店舗に導入され、営業終了後に集約された情報は翌日9時30分には全店でアクセス可能となっている。このデータから、ホワイトデー商品の購入者は代理買いなどの女性が男性より多く最高で70%が女性という店舗もある事や、テナントとなっている百貨店側から提供される顧客の年齢分布と自店舗の販売データが大きく異なるケースの存在などが把握されており、返品率の低減に成功している。なお、このようなデータを管理する情報システムの構築やプログラム開発については、基本的に全て自社で手がけている。
主力商品のチョコレートについては、気温が25-27℃を超えると需要が大きく減少するという特徴があるため、アメリカの気象観測会社と契約しているほか、全商品について販売部門が在庫の責任を持ち、製造部門と密接に連絡を取って10日毎に40日先までの生産計画を見直すサプライチェーン・マネジメント（SCM）のシステムを確立している。また、40日先までの販売予測は地域・店舗ごとに分析したMAPSのデータとともに取引先にも公開し、原材料や資材の生産計画に反映されてコスト低減に繋がっている。

## 沿革
- 1952年9月 - 株式会社メリーチョコレートカムパニーを設立
- 1956年11月 - 本社・工場を渋谷区鶯谷町に移転
- 1958年2月 - 初のバレンタインフェアを実施
- 1969年10月 - 大田区大森西に本社・工場を移転
- 1986年10月 - 千葉県船橋市に工場を新設
- 2000年10月 - サロン・ド・ショコラ・イン・パリに初出店
- 2008年12月 - ロッテホールディングスが全株式を取得し、完全子会社化